# Râu Vadului, Vâlcea
Râu Vadului este un sat în comuna Câineni din județul Vâlcea, Oltenia, România.
Până la unirea Transilvaniei cu regatul României, la 1 decembrie 1918, la Râu Vadului a funcționat vama dintre cele două state. Clădirea mai dăinuie și astăzi.
 Acest articol despre o localitate din județul Vâlcea este deocamdată un ciot. Puteți ajuta Wikipedia prin completarea lui.